# Jakes
Jakes est un prénom masculin basque.
L'équivalent du prénom Jakes est « Santiago » en espagnol ou « Jacques » en français. Forme populaire attestée en 1350 à Arroniz.
Se prononce yakèche ou diakèche.